# Symptomatologie
Unter Symptomatologie wird in der Medizin die Lehre von charakteristischen Krankheitszeichen oder Symptomen verstanden (Symptomlehre). Als charakteristisch für eine bestimmte Krankheit werden solche Zeichen angesehen, die lehrbuchmäßig oder mit Hilfe eines diagnostischen Glossars zum Erkennen und zur Feststellung eines Leidens als wesentlich festgelegt und dementsprechend systematisch-wissenschaftlich klassifiziert wurden. Sie werden von den bei einer Vielzahl von Krankheiten auftretenden und daher als unspezifisch angesehenen Allgemeinsymptomen abgegrenzt. Symptomatologie ist als Semiologie aufzufassen.
Andererseits wird auch die sich darbietende beliebige Gesamtheit von Krankheitserscheinungen, wie sie sich aufgrund einer konkreten Untersuchung in einem bestimmten Krankheitsfall ergibt, d. h. bei einem systematisch ggf. noch unbestimmten und daher erst noch näher zu diagnostizierenden Krankheitsprozess als Symptomatologie bezeichnet. Diese Bedeutung entspricht der ursprünglichen Definition des Syndroms. Sie beinhaltet auch die Möglichkeit des Vorliegens unspezifischer bzw. unterschiedlicher differentialdiagnostisch zu berücksichtigender Krankheiten oder Befindlichkeitsstörungen.

## Grundannahmen
Als Grundannahme der Symptomatologie kann gelten, dass sowohl einzelne Krankheitszeichen, die u. U. als Leitsymptome oder Kardinalsymptome angenommen werden, als auch eine bestimmte größere Vielzahl von Symptomen als charakteristisch für ein jeweils vorliegendes spezifisches Krankheitsgeschehen betrachtet werden. Diese entsprechend einer Krankheitslehre jeweils recht genau umrissene und näher bestimmte Vielzahl von Krankheitszeichen wird auch als Gesamtheit aller für eine Krankheit charakteristischen Erscheinungen angesehen. Sie wird auch als Krankheitsbild bezeichnet. Werden nicht alle lehrbuchmäßig geforderten oder in einem Glossar aufgezählten Krankheitszeichen in einem bestimmten Krankheitsfall beobachtet, so spricht man von abgeschwächter oder blander bzw. von mitigierter und oligosymptomatischer Ausprägung der Krankheit (Forme fruste). Krankheiten können auch ohne manifeste Symptome bestehen. Sie werden dann als asymptomatisch bezeichnet. Hieraus geht hervor, dass nicht das Symptom Ursache der Krankheit, sondern umgekehrt die Krankheit Ursache der Symptome ist, vgl. Kap. Philosophische Ansätze.

## Kritik
Die zu einem ganz bestimmten Zeitpunkt im Verlauf einer Erkrankung gleichzeitig auftretende Symptomatik kann als Querschnitts-Charakteristik einer Krankheit aufgefasst werden. Die Annahme, dass eine Vielzahl von charakteristischen Symptomen zu einem ganz bestimmten Zeitpunkt im Verlauf der Erkrankung die Wahrscheinlichkeit einer zutreffenden Diagnosestellung (Validität) rein statistisch erhöht, erscheint plausibel. Diese Annahme muss dennoch relativiert werden. Bestimmte Symptome sind nur als typisch im Hinblick auf den gesamten Stadienverlauf einer Krankheit zu verstehen, wie es die Pathogenese einer Krankheit u. a. beschreibt. Als Beispiel sei auf die Defektbildung im Endstadium des Verlaufs einer psychischen Krankheit hingewiesen. Diese verlaufsbedingte Längsschnitt-Charakteristik von Krankheiten wurde erst während des 19. und zu Beginn des 20. Jahrhunderts gewonnen. In dieser Zeit versuchte man, bestimmte Krankheitseinheiten aus der Fülle prognostisch ungünstig verlaufender Fälle herauszudifferenzieren. Vertreter dieser Sichtweise waren Antoine Bayle (1799–1858), Karl Ludwig Kahlbaum (1828–1899), Emil Kraepelin (1856–1926), und Eugen Bleuler (1857–1939). Die Beobachtung des Prozessverlaufs von Krankheiten hatte jedoch bereits mit Jean-Étienne Esquirol (1772–1840) begonnen. Er unterschied die vier Stadien Melancholie → Monomanie → Manie → Demenz. Auch nahm er ein Fortschreiten von Krankheiten durch die Entwicklung vom funktionell-psychischen zum strukturell-körperlichen Stadium an.
Die Prognose ist umso ungünstiger, je weniger erfolgversprechende Behandlungskonzepte zur Verfügung stehen. Weiterhin sind zu erhebende pathologisch-anatomische Befunde als charakteristisch für eine jeweilige Krankheit anzusehen. Sie werden durch ggf. zu erhebende pathohistologische und pathochemische Befunde ergänzt. Die Pathologie wurde daher auch als die bestimmende Wissenschaft für eine allgemeine Krankheitslehre angesehen. Auch ätiologische Gesichtspunkte sind u. a. für die Krankheitscharakteristik wichtig.
Die Psychiatrie beansprucht keine Sonderstellung bei der Bewertung von Symptomen. Auch eine im Prinzip rein körperliche Erkrankung wie etwa eine diphtherische Schluckstörung kann mit erheblichen sozialen Folgen einhergehen und damit auch zu psychisch bedingten Symptomen beitragen. Es handelt sich nach Thure von Uexküll (1908–2004) um die Frage, welchem Integrationsraum ein bestimmtes Symptom wie etwa das einer „Schluckstörung“ zuzuordnen ist. Nach dem Inventar des ICD-10 stehen mehrere Achsen zur Verfügung, die verschiedene Faktoren der leib-seelischen, sozialen und, individuellen Lebensbewältigung sowie möglicher Umweltfaktoren berücksichtigen.

## Philosophische Ansätze
Die Symptomatologie als Lehre von den Krankheitserscheinungen wurde vielfach mit phänomenologischen Ansätzen verbunden. Dabei wurde zurückgegriffen auf die nicht erst seit Immanuel Kant (1724–1804) verwendete Unterscheidung zwischen Phänomen (= „Sinnending“) und Noumenon (= „Verstandesding“ nach Kant KrV A 248 f. oder „Urphänomen“ nach Goethe, vgl. auch die philosophische Bedeutung des Begriffs Ursache). Die empirisch unmittelbar anschauliche und daher leicht erfassbare Erscheinung, wie dies etwa der Fall ist bei der Beschreibung und Schilderung von Krankheitserscheinungen, wäre somit nach Kant und seiner Erkenntnistheorie abzugrenzen von der historisch zu belegenden und bisweilen sich nur langsam abzeichnenden Begriffsbildung und Klassifikation von Krankheiten. Die konkrete Erscheinung ist zu trennen von dem, wovon eben die Erscheinung – oder hier im Falle der Medizin die Symptomatologie – Kunde gibt. Symptomatologie gibt Kunde von der Krankheit. Mit anderen Worten ist die empirisch unmittelbar zu erfassende Erscheinung zu unterscheiden von empirisch nicht unmittelbar zu erfassenden Urphänomenen wie etwa den verschiedenen Arten von Krankheiten, die nach der jeweils gängigen Lehre der Symptomatologie nur mit Hilfe wesentlicher oder charakteristischer Symptome zu erkennen seien. Diese Unterscheidung war medizingeschichtlich nicht immer selbstverständlich. Bestimmte heutzutage eher als psychische Symptome angesehene Auffälligkeiten wurden ursprünglich als Krankheiten gewertet, vor allem etwa die Monomanien. Für Esquirol war die Monomanie die Krankheit seiner Zeit. Wahn war in alten Zeiten eine Krankheit, Halluzination ebenfalls.

## Heutige Situation
Psychiatrie
Was die heutige Einteilung der psychischen Krankheiten betrifft, so wird hinsichtlich der historisch schrittweise erfolgenden Abgrenzung von Krankheitseinheiten eine Tendenz zur Rückentwicklung spürbar. Das Kap. V der Klassifikation psychischer Störungen des ICD-10 verzichtete ganz oder zumindest teilweise – mehr oder weniger bewusst – auf eine Vielzahl traditionell verwendeter nosologischer Konzepte der Psychiatrie. Der nosographisch-deskriptive Charakter der psychiatrischen Klassifikation wurde gestärkt, Begriffe wie Krankheit aber weitestgehend vermieden. Anstelle dessen wurde der Begriff einer Störung eingeführt. Als Krankheitskriterien galten in der Psychiatrie neben der Symptomatologie als Querschnittbetrachtung traditionell auch die Längsschnittbetrachtung im Krankheitsverlauf einschließlich der Pathogenese, der pathologisch-anatomische Befund, die Vererbungslehre, die Endogenität, die Unterscheidung von Neurose und Psychose, die Epidemiologie als Komorbiditätsprinzip und die ätiologische Einordnung sicher erkennbarer Krankheitsursachen. Indem der deskriptive Charakter des ICD-10 Glossars verstärkt wurde und gleichzeitig der Krankheitsbegriff vermieden wurde, musste es notgedrungen zu einer deutlichen Ausweitung und Zunahme diagnostischer Klassifikationen kommen.
Im Vergleich zur Ausgabe des ICD-9 im Jahr 1978 hat sich das Glossar des ICD-10 von 1991 an Umfang mehr als verdoppelt. Die Ausweitung u. a. relevanter Behandlungsindikationen im Sinne der gesetzlichen Krankenversicherung und damit auch der medikamentösen Behandlung hatte beträchtliche Auswirkungen zur Folge, die zu einer Steigerung von Umsätzen der Pharmaindustrie führten. Dies rief öffentliche Kritik hervor an der Verordnung von Medikamenten etwa bei ADHS.
Die Einführung des Begriffs der „psychischen Störung“ erscheint angesichts der ärztlichen Abrechnungspraxis der Fallpauschalen fragwürdig, da in dieser Hinsicht Störungen ebenso wie die früheren Krankheiten gehandhabt werden. Da Krankheit ein abstrakter Begriff ist, fragt es sich, ob es sinnvoll erscheint, ihn durch einen anderen abstrakten Begriff wie den der Störung zu ersetzen, der eher funktionelle Gesichtspunkte zu betonen scheint.
Im Hinblick auf die Arzt-Patient-Beziehung wurde die wachsende Bürokratisierung nicht nur im Hinblick auf die Fallpauschale beklagt, wobei etwa den individuellen Faktoren zu wenig Gewicht eingeräumt werde. Man berief sich auf das Behandlungsprinzip von Ludolf von Krehl, dass Kranke, nicht Krankheiten zu behandeln seien. In diesem Zusammenhang ist auch an die Position von Karl Jaspers zu erinnern, der übermäßig phänomenologisch bestimmte Auffassungen als „Registrierungen ad infinitum“ (= ›endlose Symptomatik‹) abgetan hat, vgl. Geschichte der Psychiatrie. Sie sind jedoch nicht überholt, sondern haben eine Renaissance erlebt, indem sich die Vertreter dieser überwiegend symptomatisch bestimmten Haltung heute als Neo-Kraepelinianer bezeichnen.
Emil Kraepelin (1856–1926) war von naturwissenschaftlichem Denken geprägt und vertrat damit eine weitgehend ätiologisch begründete Auffassung, wonach eine Ursache stets das gleiche Zustandsbild bewirkt. Im Zusammenhang der Symptomatologie stellte sich ihm die Frage nach der Umkehrbarkeit dieses Zusammenhangs. Carl Wernicke (1848–1905) meinte, dass psychopathologische Syndrome keinen sicheren Rückschluss auf deren Ursache zulassen. Er ging aus von auf das Gehirn bezogenen lokalisatorischen Überlegungen und im Gegensatz zu Kraepelin von Gesichtspunkten der psychologischen Grundtypen. Seine Auffassung sollte sich später in der klassischen deutschen Psychiatrie allgemein durchsetzen. So vertrat beispielsweise noch Gerd Huber (1921–2012) die Auffassung hinsichtlich der zu beobachtenden Übereinstimmung psychischer Symptomatik bei unterschiedlichen Krankheitsprozessen, dass hier vorab von einer Ausdrucksgemeinschaft psychischer Krankheiten auszugehen sei und nicht von ursächlichen Gemeinsamkeiten.
Besonders in der Psychiatrie ist die Abgrenzung von Krankheitseinheiten außerdem dadurch kompliziert, dass es nicht nur eine äußere, rein objektiv feststellbare Symptomatologie gibt, sondern auch eine stark subjektiv bestimmte Wertung der Befindlichkeit.
Praktisch sind seit Einführung des Begriffs „Störung“ traditionelle kritische Positionen bei der Abklärung früherer Krankheiten entfallen. Diese Kritik scheint sogar bei den Herausgebern der deutschen Übersetzung des ICD-10 Diagnoseschlüssels mitzuschwingen, wenn sie im Vorwort der deutschen Ausgabe abschließend davon sprechen, dass „weitreichendere Aspekte der Psychopathologie“ wie Psychodynamik und Psychophysiologie ebenso wie die individuellen Besonderheiten des einzelnen Patienten nicht aus den Augen zu verlieren sind.
Andere Fachgebiete
Der Diagnosenschlüssel der ICD-10 ist gemäß Stand vom August 1994 in 21 Hauptkapitel unterteilt, die mit römischen Ziffern bezeichnet sind. Diese entsprechen weitgehend den einzelnen medizinischen Fachgebieten einschließlich der Psychiatrie (Kap. V). Während der ICD-10 im psychiatrischen Fachgebiet die deskriptiven Kriterien der Symptomatologie betonte, wurden bei den nichtpsychiatrischen medizinischen Fachgebieten die Kriterien der nosologischen Klassifikation nach ICD-10 nach ganz unterschiedlichen, mehr oder weniger eklektischen Kriterien dargestellt. So wurden z. B. die Infektionskrankheiten nach ätiologischen, die Atmungskrankheiten nach topographischen oder die Schwangerschaftskomplikationen nach situationsabhängigen Gesichtspunkten geordnet. Dies widerspricht der Forderung nach einheitlichen Kriterien der zu unterscheidenden Krankheitseinheiten (Forderung Nr. 4).